# Rubus schiedeanus
Rubus schiedeanus là loài thực vật có hoa trong họ Hoa hồng. Loài này được Steud. miêu tả khoa học đầu tiên năm 1841.